# جوي هنت
جوي هنت (بالإنجليزية: Joey Hunt)‏ هو لاعب كرة قدم أمريكية أمريكي، ولد في 22 فبراير 1994 في إل كامبو في الولايات المتحدة.

## وصلات خارجية
- جوي هنت على موقع مرجع كرة القدم المحترفة.كوم (الإنجليزية)